# Friedrich von Amerling

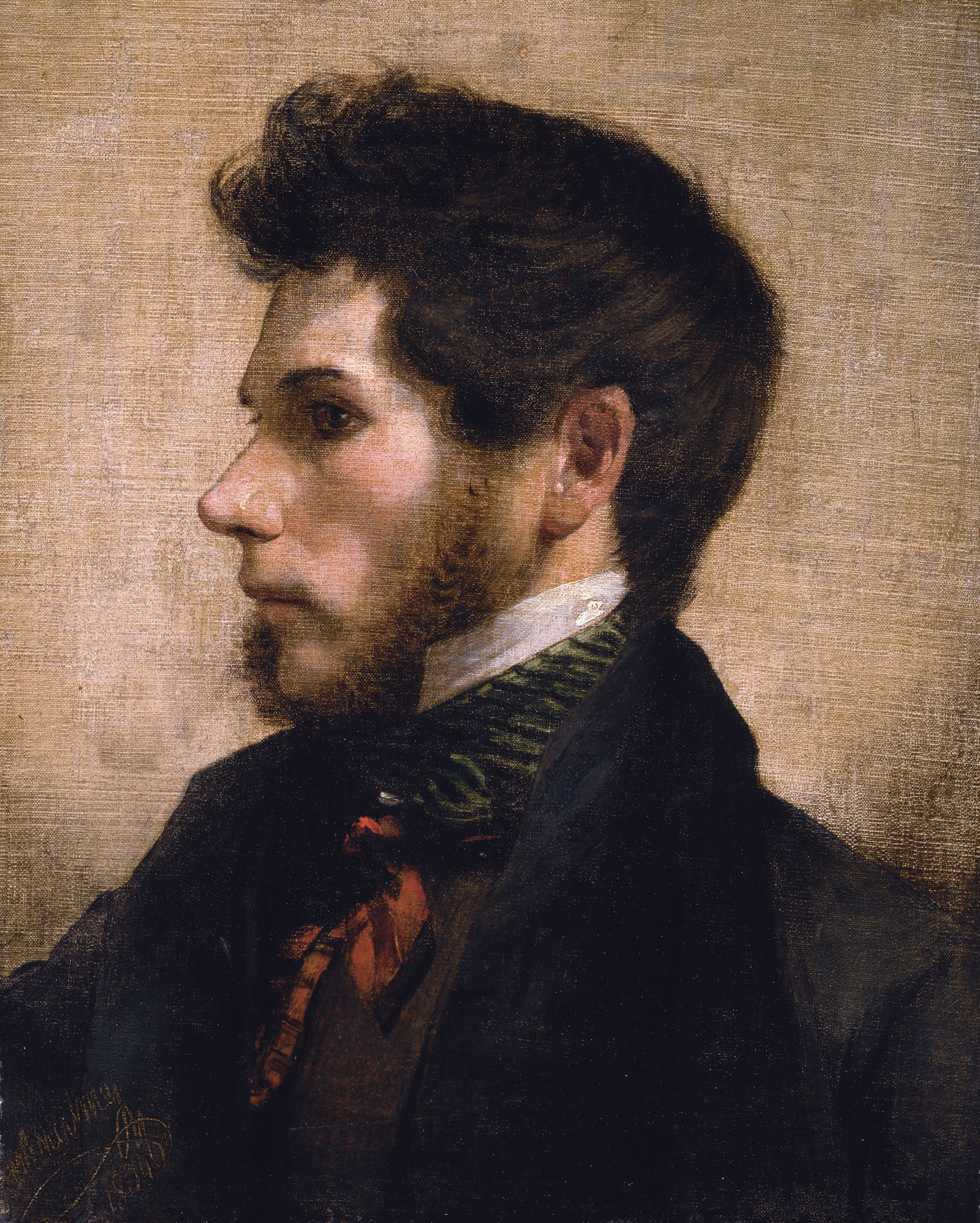
Autoportret, 1834

Friedrich von Amerling (ur. 14 kwietnia 1803 w Wiedniu, zm. 14 stycznia 1887 tamże) – austriacki malarz portrecista.

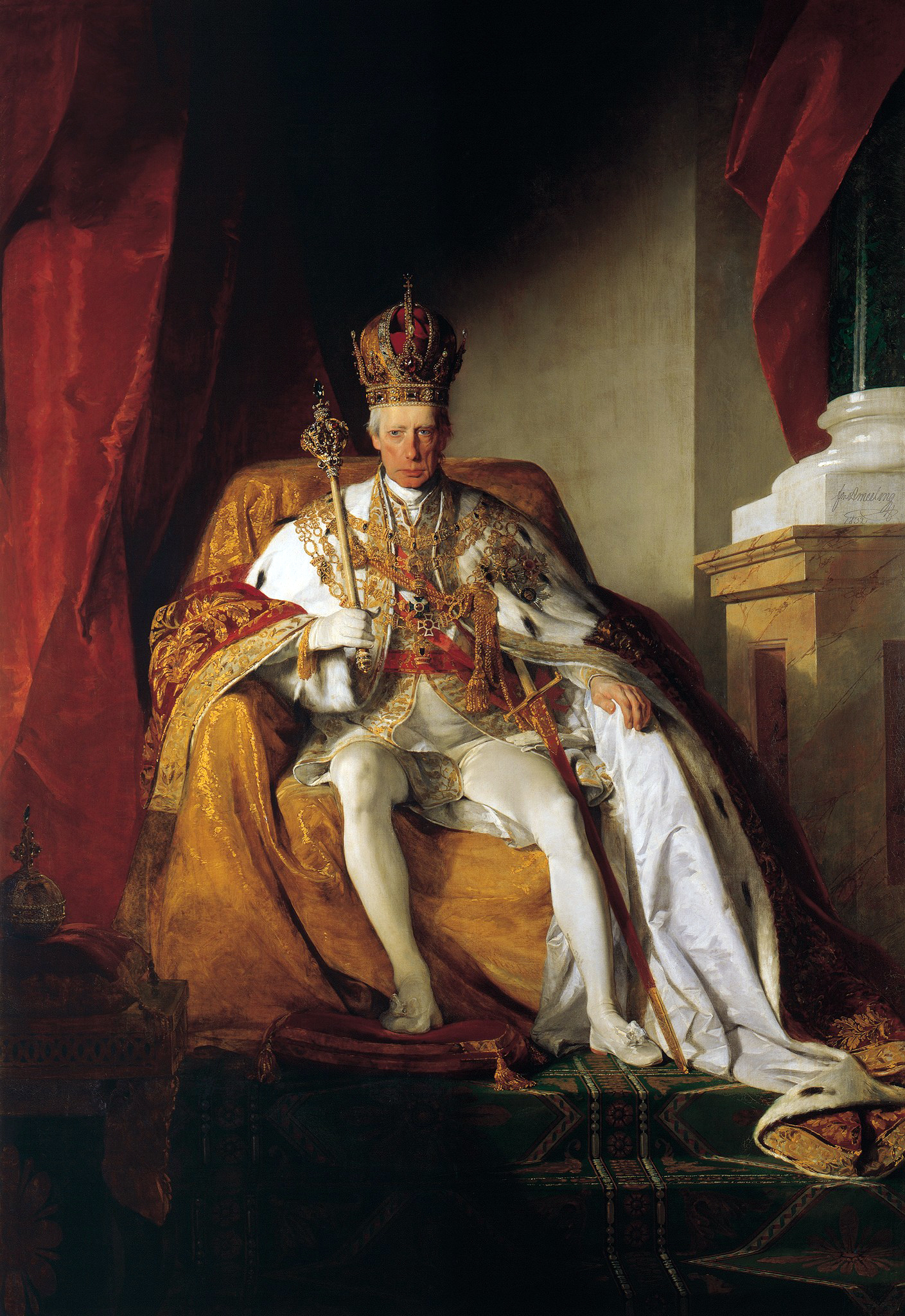
Franciszek II Habsburg, 1832

## Życie i twórczość
Urodził się w rodzinie rzemieślniczej, jego ojciec był złotnikiem. Studiował na wiedeńskiej Akademii Sztuk Pięknych w latach 1815 – 1824, początkowo pod kierunkiem konserwatywnego malarza historycznego Huberta Maurera (1738-1818). Kolejne dwa lata kontynuował naukę w Pradze, w 1827 wyjechał do Londynu, gdzie znalazł się pod wpływem twórczości Thomasa Lawrence`a. W kolejnych latach odwiedził Paryż i Rzym, by w 1828 na stałe osiedlić się w Wiedniu.
Jego pierwszym poważnym zleceniem był reprezentacyjny portret cesarza Franciszka II Habsburga. Praca została dobrze przyjęta, a artysta na kolejne 20. lat stał się czołowym portrecistą wiedeńskim. Malował władców, arystokrację, bogate mieszczaństwo i artystów. O jego popularności świadczy fakt, że posiadanie portretu wykonanego przez niego uważane było w połowie XIX w. za oznakę przynależności do elity towarzyskiej. Artysta malował również sceny rodzajowe, najczęściej z udziałem młodych kobiet i dzieci, chętnie nawiązywał do motywów orientalnych. Krytycy zwracali uwagę na ponadczasowość jego przedstawień i indywidualne traktowanie portretowanych osób. Malarz pozostawił po sobie ponad 1000 dzieł, które stanowią obecnie cenny materiał ikonograficzny epoki.

Friedrich von Amerling był w latach 1835-1880 malarzem nadwornym Habsburgów, wśród licznych odznaczeń i wyróżnień otrzymał m.in. Order Żelaznej Korony, a w 1878 tytuł szlachecki. Był człowiekiem majętnym, posiadał m.in. pałac Gumpendorf przy Mollardgasse w Wiedniu i kolekcję dzieł sztuki. Czterokrotnie zawierał związek małżeński, dwie żony mu zmarły, z jedną wziął rozwód, a ostatnia go przeżyła. Jego córka Wilhelmina w 1892 wyszła za mąż za znanego polityka staroruskiego Ksenofonta Ochrynowycza. Po śmierci został pochowany w grobie honorowym w sektorze 14 A na Cmentarzu Centralnym w Wiedniu, nagrobek i umieszczony w parku miejskim pomnik zaprojektował Johannes Benk. 

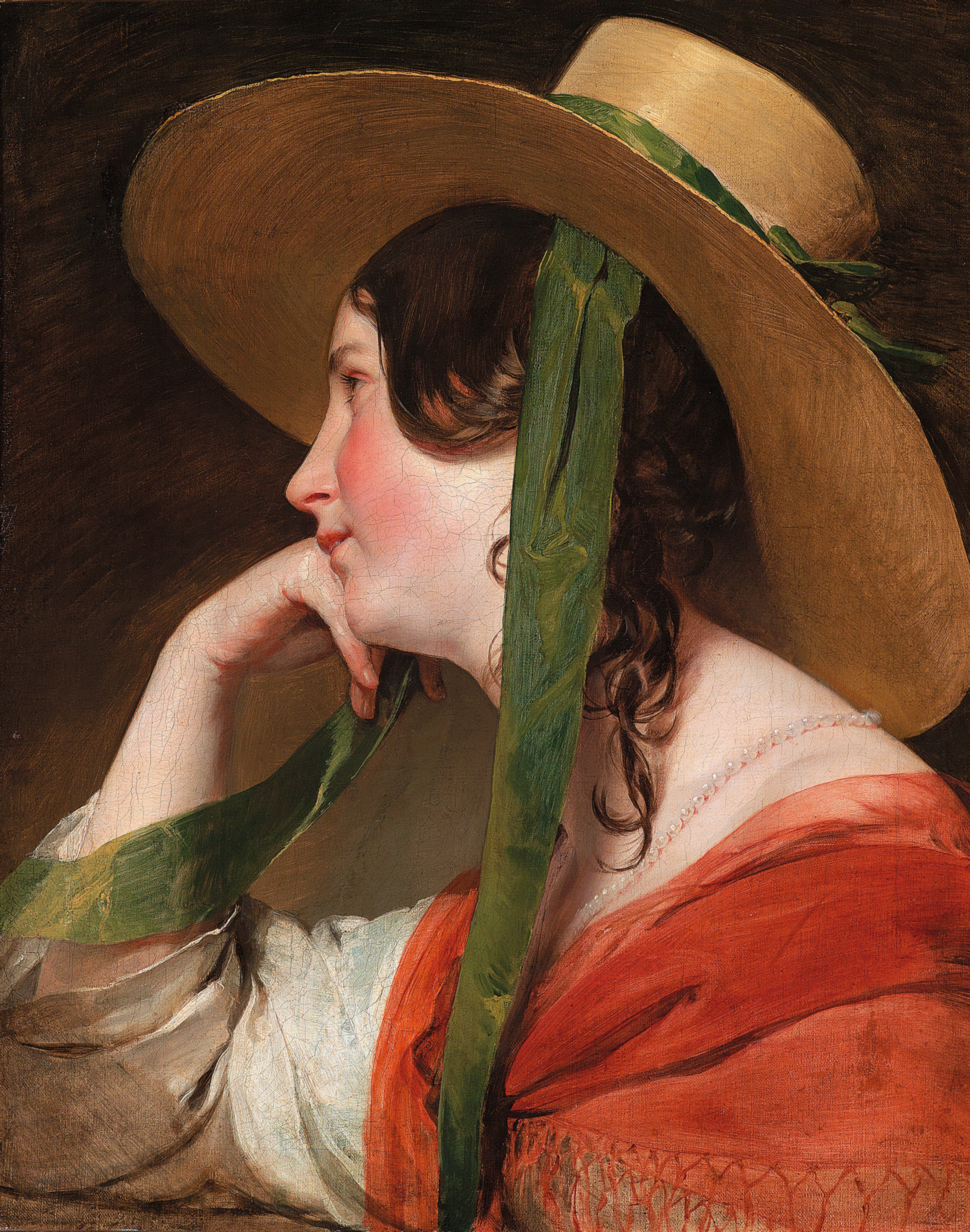
Dziewczyna w słomkowym kapeluszu, 1835

W 1887 jedną z wiedeńskich ulic nazwano jego imieniem (Amerlingstraße). W 1948 i 2008 austriacka poczta wydała znaczki pocztowe upamiętniające twórczość Amerlinga. Na licytacji w 2008 obraz Mädchen mit Strohhut (Dziewczyna w słomkowym kapeluszu) został sprzedany za 1 502 300 euro

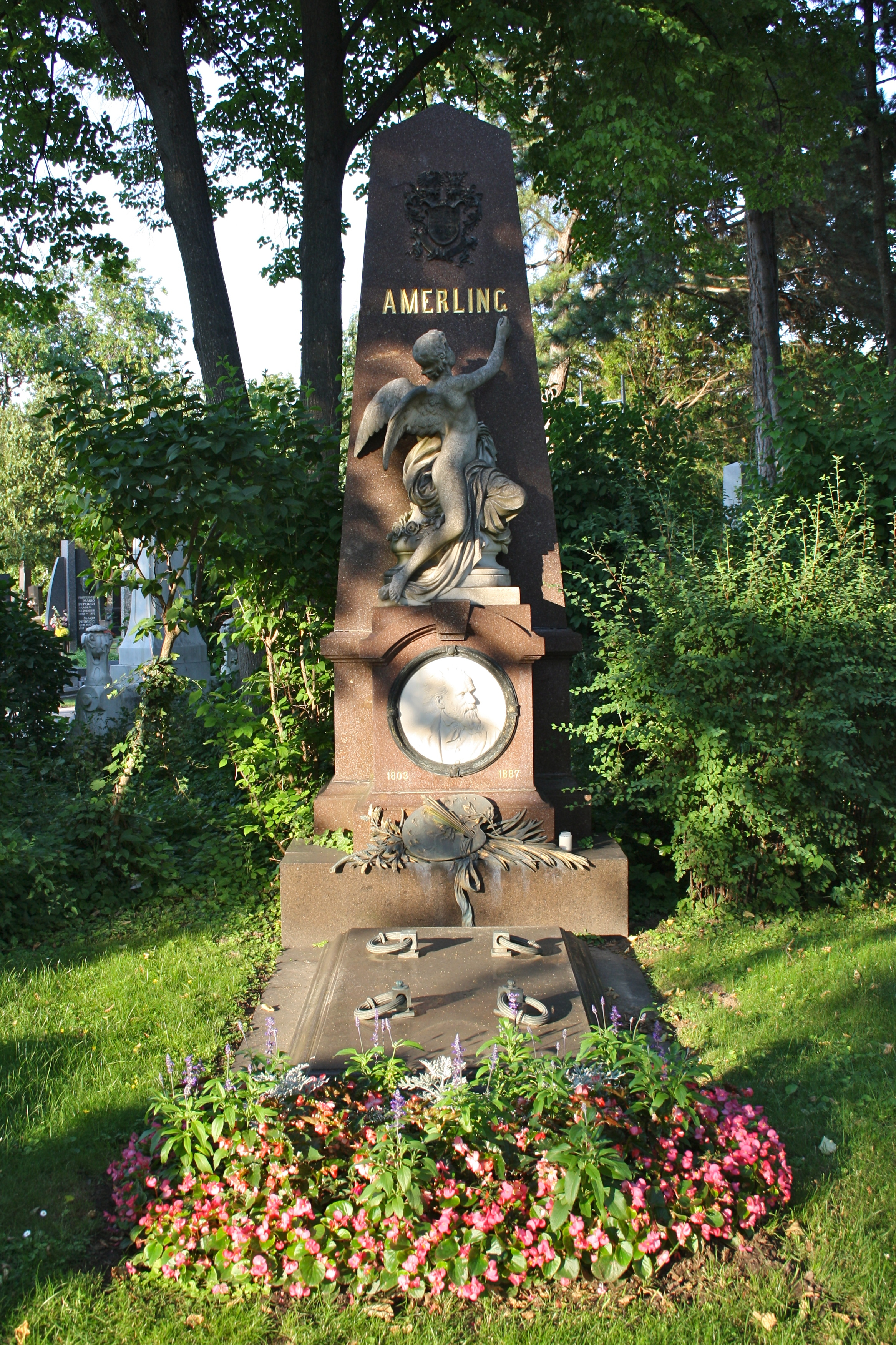
Grób Friedricha von Amerling na wiedeńskim Cmentarzu Centralnym

## Wybrane prace
- Ferdinand I., Kaiser von Österreich (Wiedeń, Heeresgeschichtliches Museum),
- Ein Fischerknabe (Wiedeń, Österreichische Galerie), 1830,
- Der Maler Thomas Ender (Wiedeń, Österreichische Galerie), 1831,
- Franz I. im österreichischen Kaiserornat (Wiedeń, Kunsthistorisches Museum), 1832,
- Marie Freiin Vesque von Püttlingen (Wiedeń, Österreichische Galerie), 1832,
- Porträt des Malers Peter Fendi (Wiedeń, Liechtenstein Museum), 1833,
- Bildnis der Henriette Baronin Pereira-Arnstein mit ihrer Tochter Flora (Wiedeń, Österreichische Galerie), 1833,
- Graf August Ferdinand Breuner-Enckevoirt mit Gattin Maria Theresia Esterhazy und den beiden Kindern (Schloss Grafenegg), 1834
- Mädchen mit Strohhut (Wiedeń, Liechtenstein Museum), 1835,
- In Träumen versunken (Wiedeń, Liechtenstein Museum), 1835,
- Alexander Freiherr von Vesque-Püttlingen als Kind (Wiedeń, Österreichische Galerie), 1836,
- Porträt des Grafen István Széchenyi (Budapest), 1836,
- Porträt der Prinzessin Marie Franziska von Liechtenstein im Alter von 2 Jahren (Wiedeń, Liechtenstein Museum), 1836,
- Der Bildhauer Pompeo Marchesi (Wiedeń, Österreichische Galerie), 1836,
- Die Mutter des Malers (Wiedeń, Österreichische Galerie), 1836,
- Porträt des Tier- und Landschaftsmalers Friedrich Gauermann (St. Pölten, Niederösterreichisches Landesmuseum), ok. 1836,
- Porträt der Prinzessin Karoline von Liechtenstein im Alter von eineinhalb Jahren (Wiedeń, Liechtenstein Museum,), 1837,
- Porträt der Elise Kreuzberger (Wiedeń, Liechtenstein Museum), 1837,
- Rudolf von Arthaber mit seinen Kindern Rudolf, Emilie und Gustav (Wiedeń, Österreichische Galerie), 1837,
- Bildnis des Malers Carl Vogel von Vogelstein (Berlin, Nationalgalerie), 1837
- Porträt der Prinzessin Sophie von Liechtenstein im Alter von etwa eineinhalb Jahren (Wiedeń, Liechtenstein Museum), 1838,
- Die drei köstlichen Dinge (Wien Museum), 1838,
- Lautenspielerin (Wiedeń, Österreichische Galerie), 1838,
- Porträt des Bildhauers Bertel Thorvaldsen (Wiedeń, Liechtenstein Museum), 1843,
- Porträt des späteren Fürsten Johann II. von Liechtenstein als Kind auf einem Schimmelpony (Wiedeń, Liechtenstein Museum), 1845,
- Die Malerin Luise Pfeiffer-Nathusius (Wiedeń, Österreichische Galerie), 1846,
- Der Sohn Friedrich Amerling auf dem Krankenbett (Wien Museum), 1850,
- Friedrich, der Sohn des Künstlers (Wien Museum), 1851,
- Gräfin Nákó (Budapeszt), 1855.

## Galeria

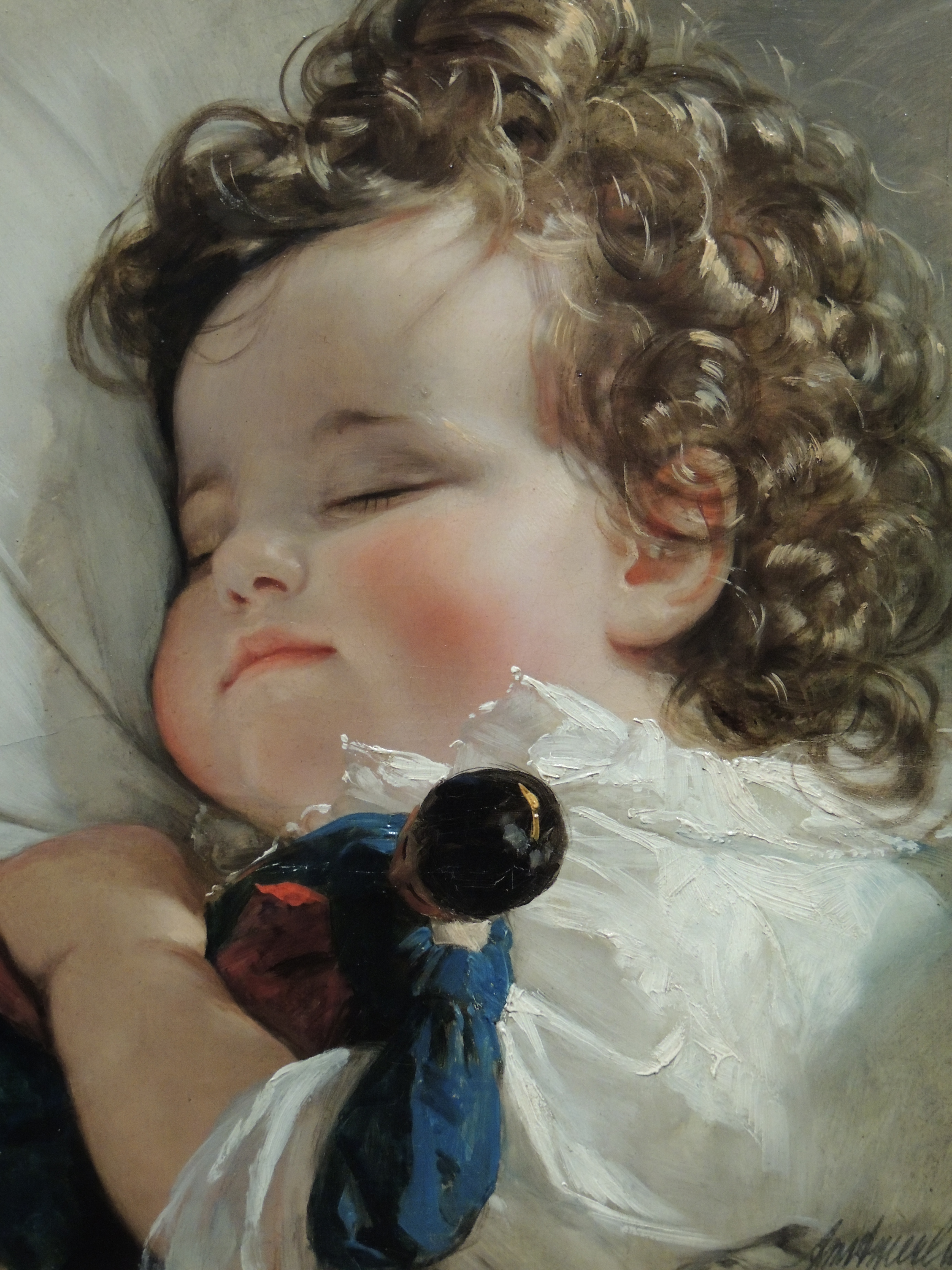
Księżniczka Maria Franciszka von Liechtenstein, 1836
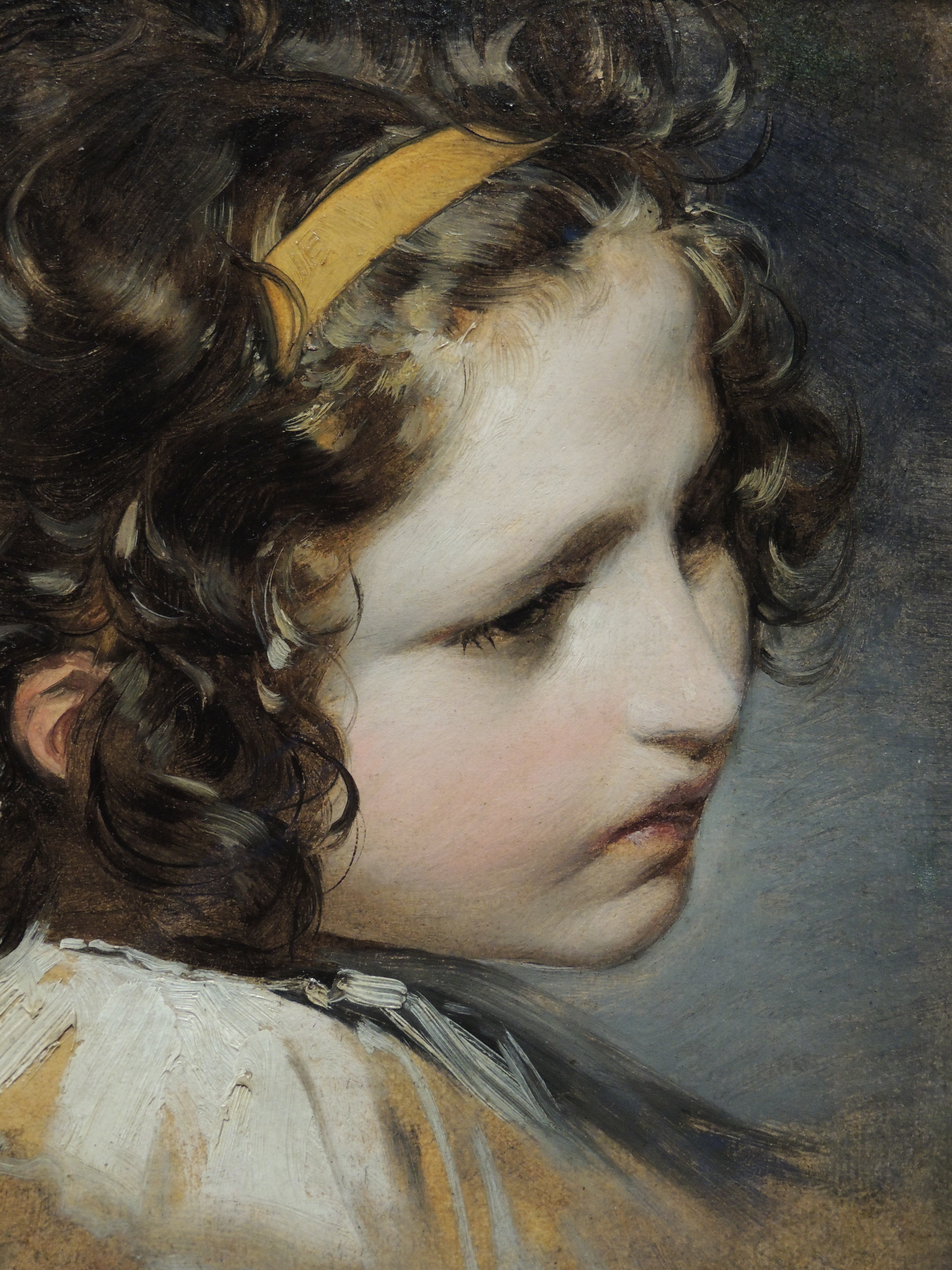
Księżniczka Maria Fanciszka von Liechtenstein (1838)
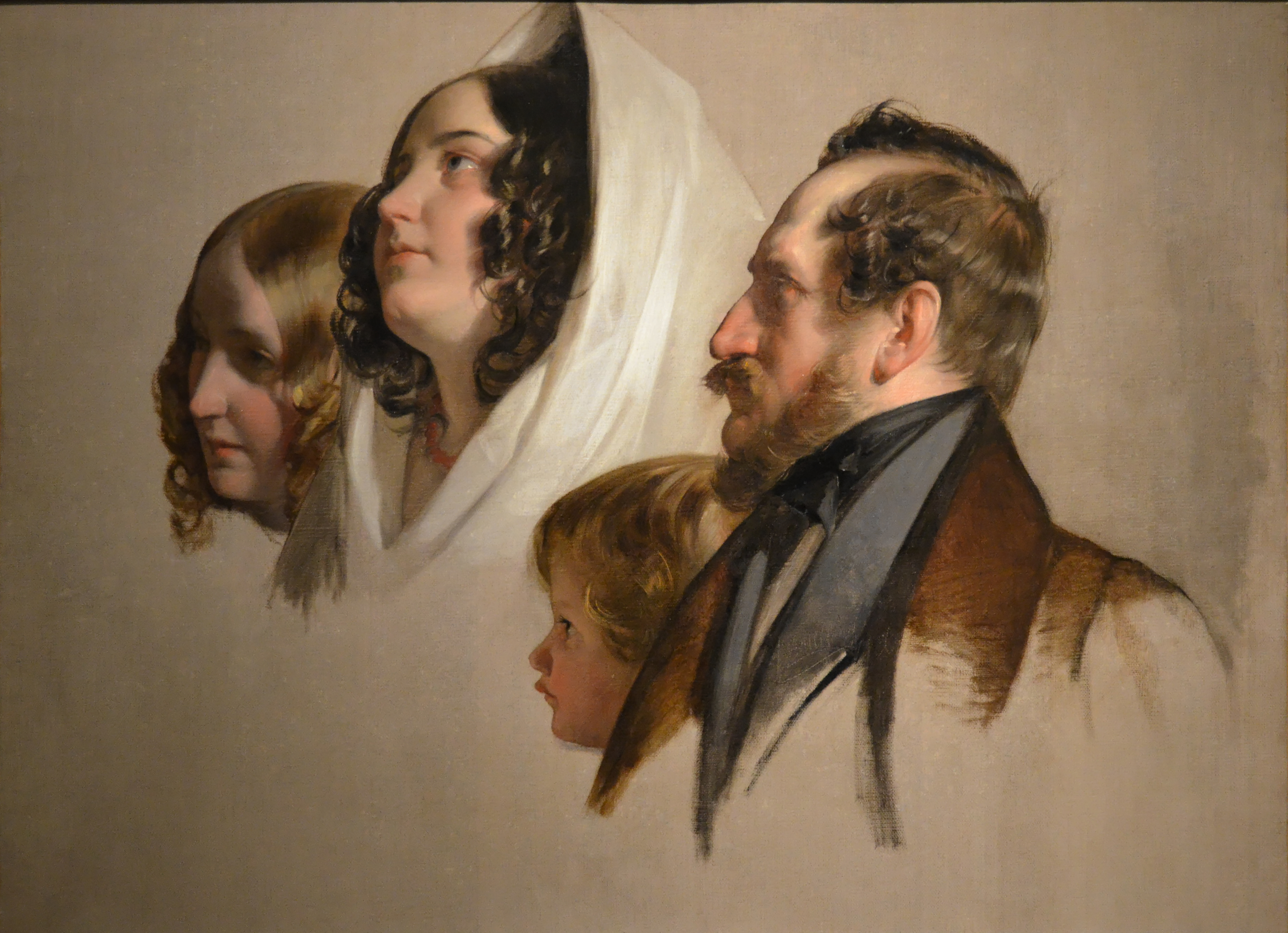
Studia portretów
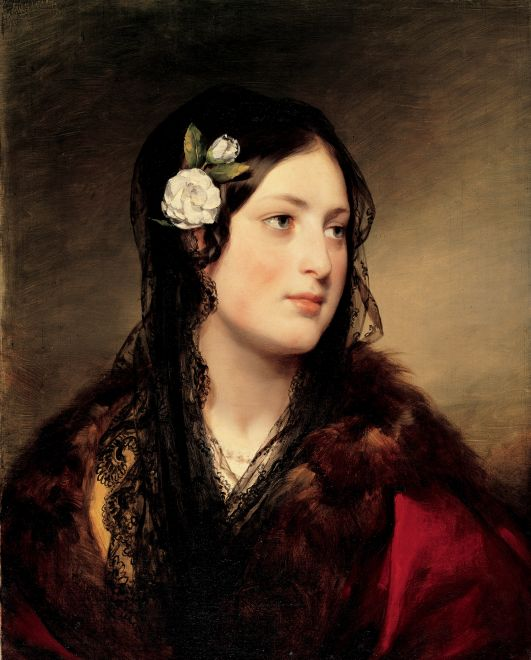
Eliza Kreuzberger
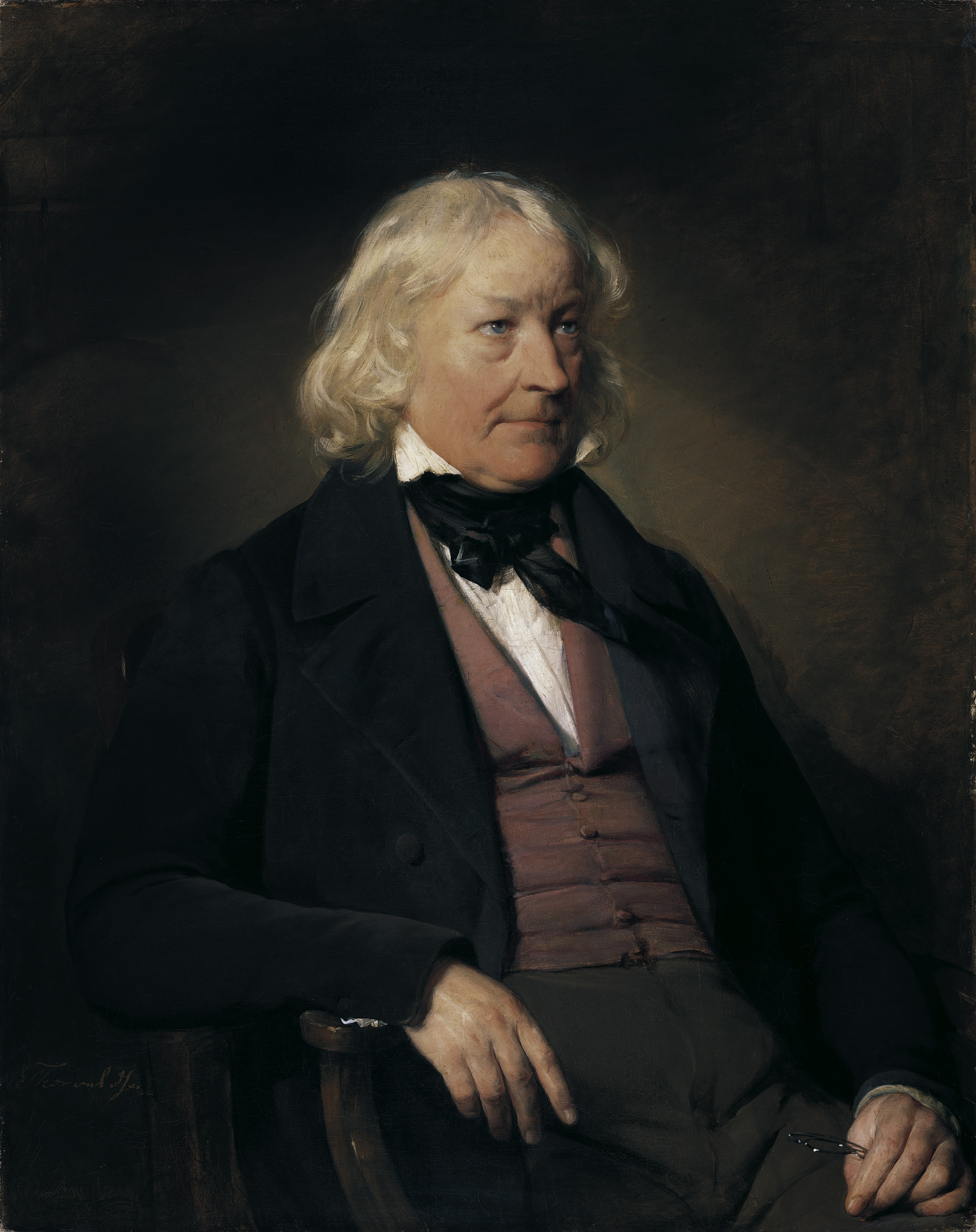
Bertel Thorvaldsen, 1843
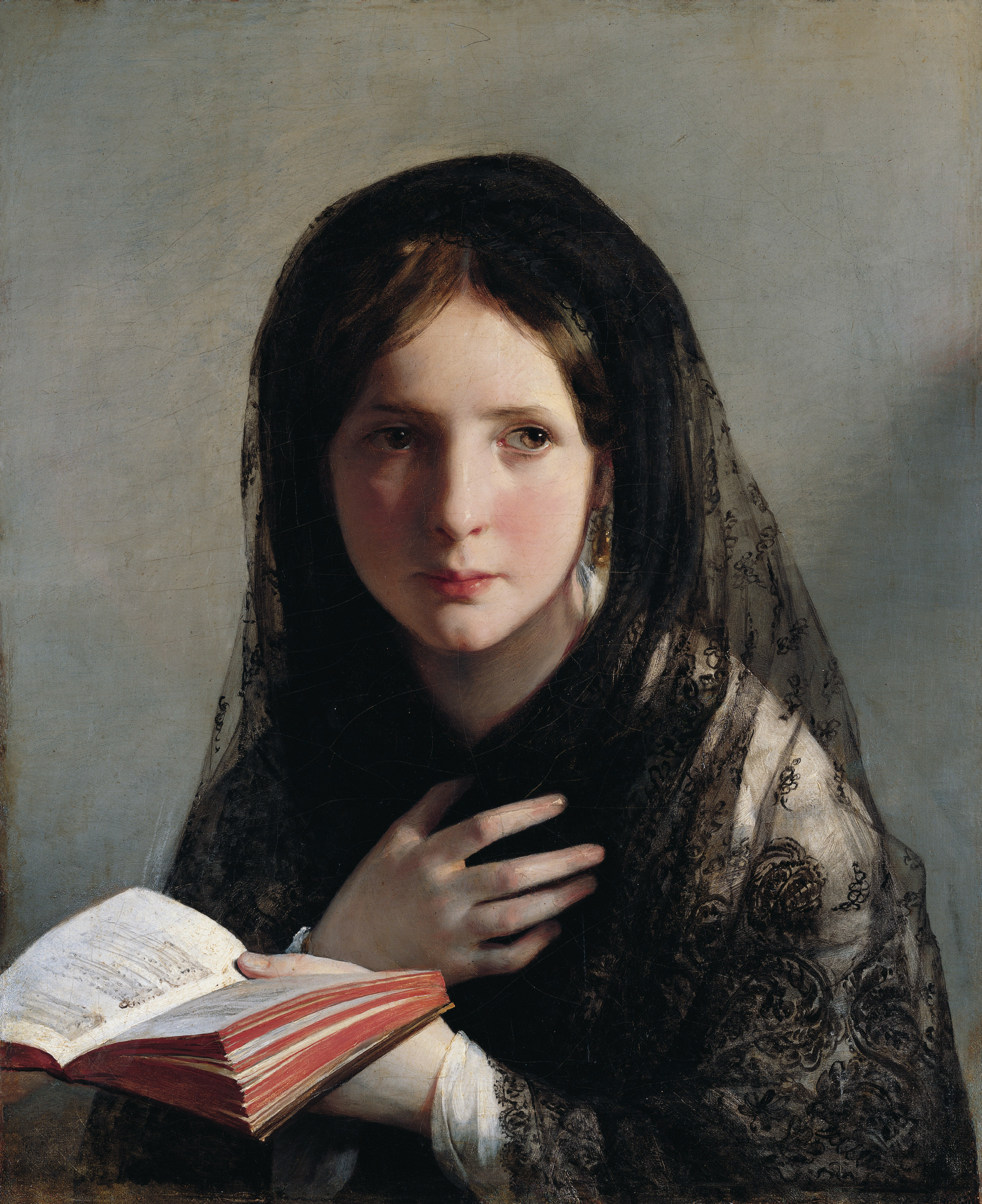
Zmartwienie, 1835
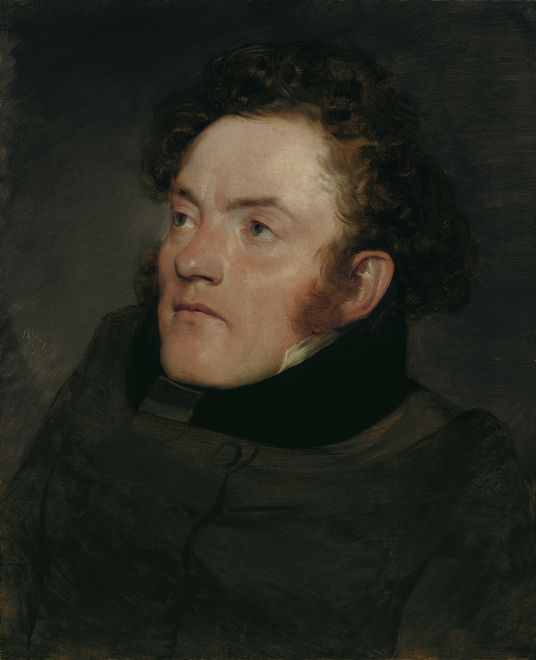
malarz Peter Fendi, 1833
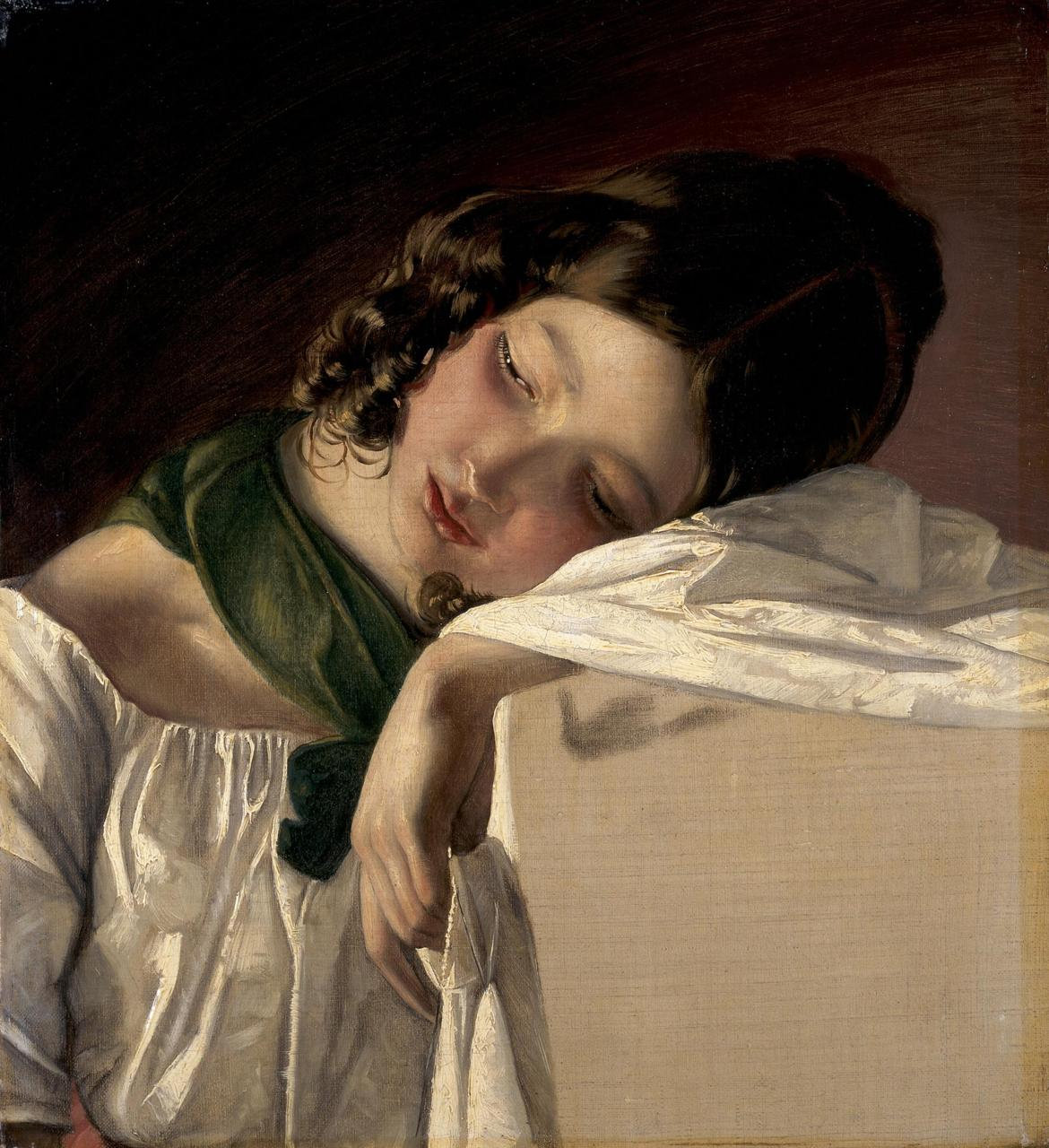
Śpiąca dziewczynka, 1834
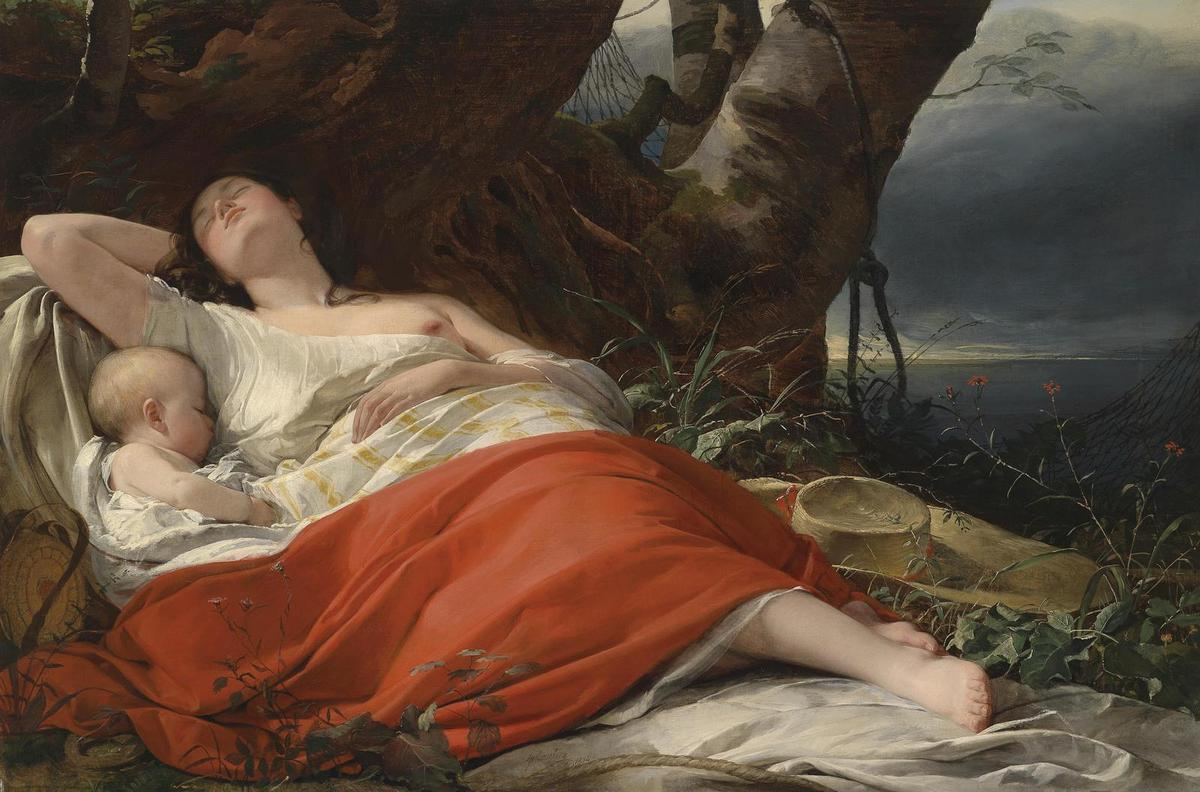
Śpiąca żona rybaka, 1834
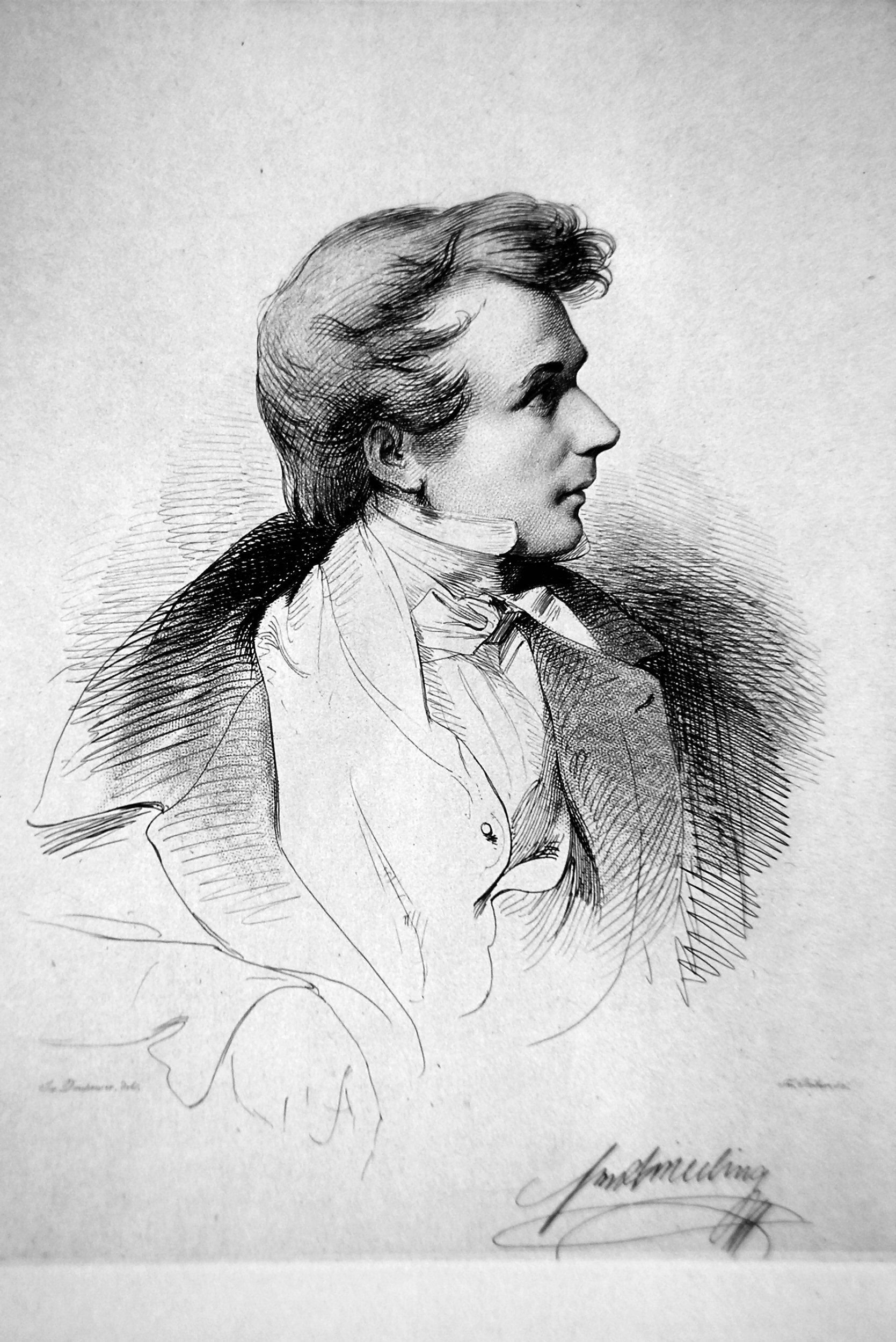
Josef Danhauser (litografia)
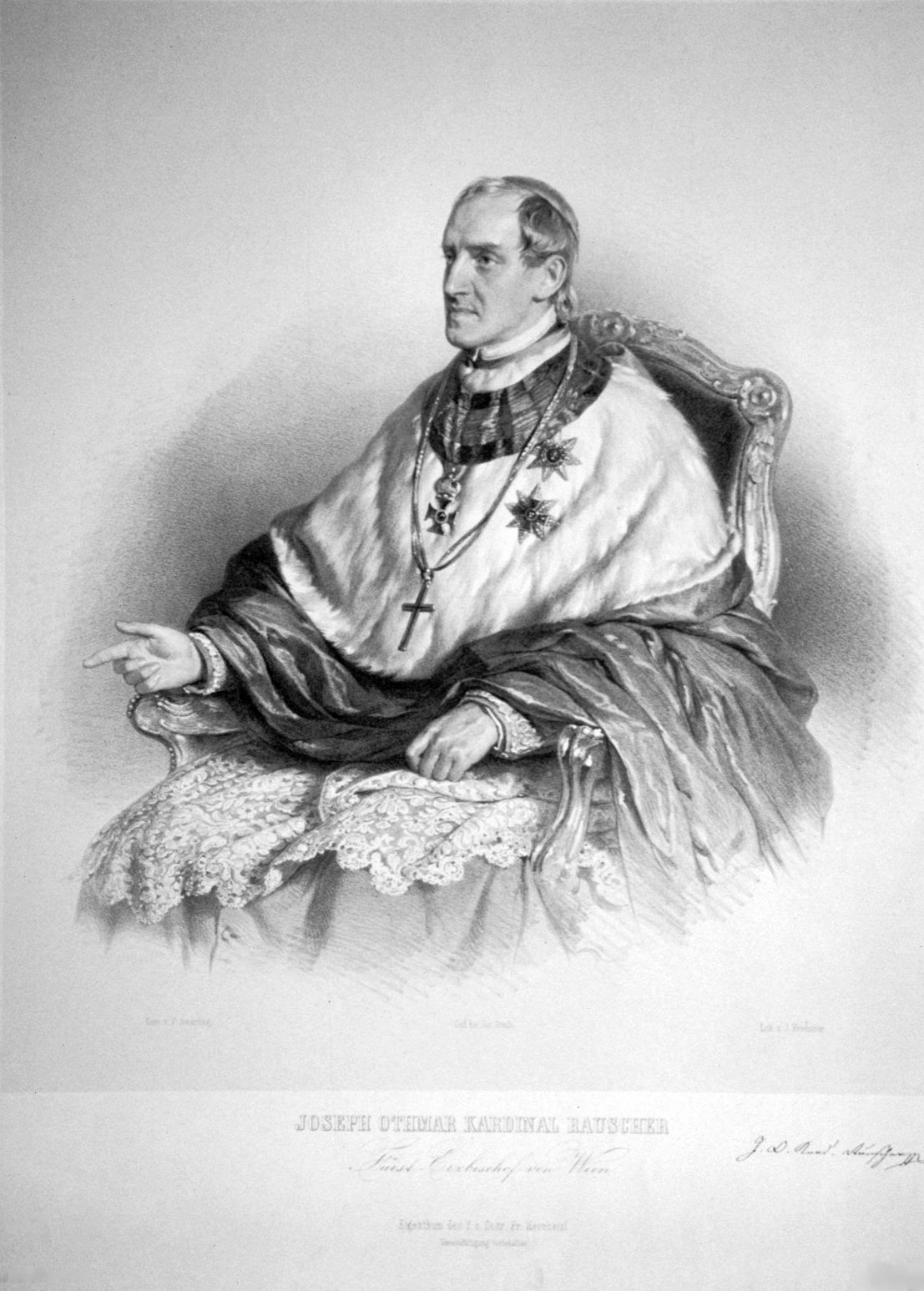
Josef Othmar Rauscher (litografia)
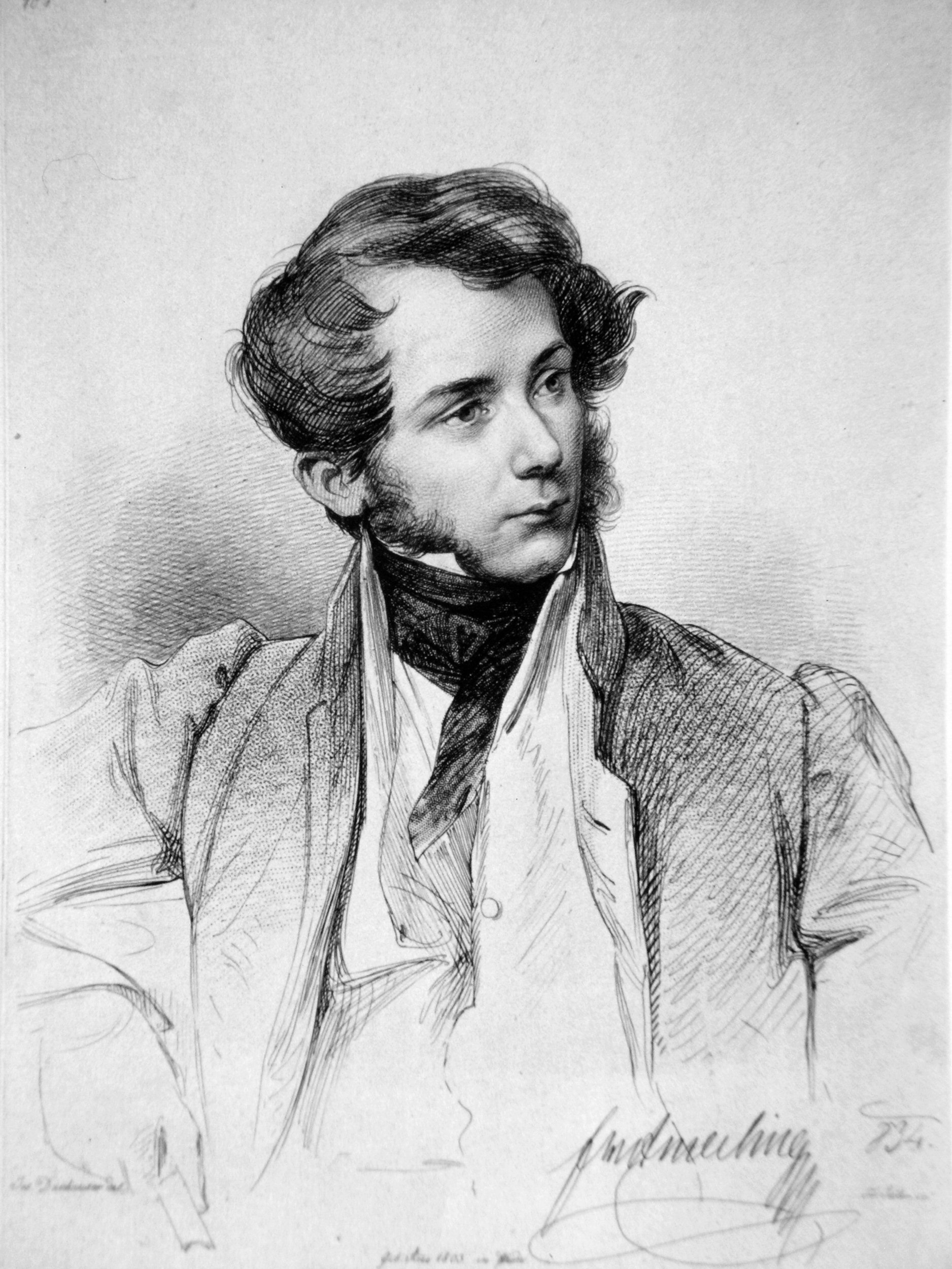
Autoportret (litografia)